# Barry Graham
Barry Graham Purkis, även kallad Thunderstick,  född 1954, är en brittisk trummis känd från NWOBHM-bandet Samson och för att ha spelat trummor en kort period 1977 i Iron Maiden. 

## Biografi
Iron Maiden
Thunderstick genomförde ett fåtal konserter med Iron Maiden under 1977. Han fick ta över trummorna då Ron Matthews hastigt hade lämnat gruppen. Graham ersattes i sin tur 1978 av Doug Sampson.
Samson
Thunderstick blev NWOBHM-bandet Samsons trummis 1977 tillsammans med dess grundare gitarristen Paul Samson samt basisten Chris Aylmer. Inför debutalbumet Survivors 1979 hade bandet rekryterat Bruce Dickinson under namnet "Bruce Bruce" som sångare. Barry "Thunderstick" Graham hade under livespelningarna en heltäckande ansiktsmask och spelade ofta i en bur som monterades upp på scenen. Efter ett andra album, Head On 1980, lämnade Thunderstick Samson året därpå. En bidragande orsak var att bandet hade fått dålig publicitet av att Thunderstick med sin mask förknippades med den då fruktade "Cambridge-våldtäktsmannen".
Vid Samsons återföreningar 1991 och 1999 uppträdde Graham än en gång som Thunderstick.
Thunderstick
Bandet Thunderstick bildades 1982 med sångerskan Vinnie Munro, gitarristerna Neil Hay och Ben K. Reeve samt basisten Colin Heart, utöver Barry Graham på trummor. Reeve bytte senare till bas när Heart och Munro slutade och ersattes av Anna Marie Carmella Borg och gitarristen Cris Martin. Innan första fullängdsalbumet Beauty & the Best gavs ut 1984, hade dessa två i sin tur ersatts av Jodee Valentine respektive Bengt Sorenssen. Ett andra album, Don't Touch, I'll Scream, spelades in men gavs aldrig ut. Bandet upphörde därefter men återuppstod 1988 för att något år senare åter läggas ner.

## Diskografi
Med Samson
- Survivors (1979)
- Head On (1980)

Med Thunderstick
- Feel Like Rock n' Roll (EP) - 1983
- Beauty & the Best - 1984
- Don't Touch, I'll Scream